# 알콜루드 클럽
알콜루드 클럽(아랍어: نادي الخلود)은 아르라스에 연고를 둔 사우디아라비아의 프로 축구 클럽이다. 이 클럽은 현재 사우디 프로페셔널리그에 뛰고 있다.

## 역사
알쿨루드는 사우디아라비아 서부 지역에 위치한 도시 아르라스를 연고로 하는 축구 클럽이다. 1970년에 창단되었으며, 주로 사우디아라비아의 하위 디비전 리그에서 활동해왔다.
알쿨루드는 사우디 프로페셔널리그와 같은 최상위 리그에서 큰 주목을 받지는 못했으나, 지역 리그에서는 경쟁력 있는 팀으로 알려져 있다. 구단은 역사 대부분을 사우디아라비아 2부 디비전과 3부 디비전에서 보내왔으며, 간헐적으로 상위 리그로의 승격을 경험하기도 했다.
비록 사우디아라비아의 주요 클럽들에 비해 팬층은 소규모이지만, 알쿨루드의 팬들은 열정적이며, 구단의 경기는 지역 사회에서 중요한 행사로 여겨진다. 구단은 수년간 발전과 침체를 반복해 왔으며, 현재도 사우디 축구 리그에서 상위권 진입을 목표로 노력하고 있다.

## 선수 명단

### 현역
참고: FIFA 자격 규정에 따라 소속된 국가대표팀 국기를 표시합니다. 선수는 복수의 FIFA 비회원국 국적을 가지고 있을 수 있습니다.
| 번호 | 포지션 | 국적             | 이름          |
| ---- | ------ | ---------------- | ------------- |
| 10   | MF     |                  | 알렉스 콜라도 |
| 15   | MF     | 말리             | 알리우 디엥   |
| 18   | FW     | 콩고 민주 공화국 | 잭슨 뮬레카   |

| 번호 | 포지션 | 국적 | 이름 |
| ---- | ------ | ---- | ---- |